# WWOR-TV
WWOR-TV (também conhecida como My9), é uma emissora de televisão estadunidense licenciada para a cidade de Secaucus, no estado de Nova Jersey, porém sediada na cidade de Nova York, no estado homônimo. Opera no canal 9 (25 UHF digital), e é uma emissora própria do serviço de programação MyNetworkTV, pertencente a Fox Television Stations, que também é proprietária da emissora irmã WNYW, emissora própria da Fox licenciada para Nova York. Seus estúdios estão localizados no Fox Television Center, em Yorkville, região de Manhattan, e a torre de transmissão está localizada no topo do One World Trade Center.

## História

### WOR-TV (1949–1987)

#### Primórdios
A emissora entrou no ar pela primeira vez em 11 de outubro de 1949, como WOR-TV. Era de propriedade da Bamberger Broadcasting Service (uma divisão da RH Macy and Company), que também controlava a WOR (710 AM) e a WOR-FM (98,7 FM, agora WEPN-FM). A WOR-TV entrou no mercado de Nova York como a última emissora VHF da cidade a entrar no ar, sendo uma das três independentes: as outras duas eram a WPIX (canal 11) e a WATV (canal 13, hoje WNET), sediada em Newark, Nova Jersey (canal 13). 
A primeira transmissão e os primeiros programas da emissora foram transmitidos diretamente do Roof Garden no New Amsterdam Theatre, localizado a oeste da Times Square. Por um curto período, a emissora tinha seu transmissor localizado na WOR TV Tower em North Bergen, Nova Jérsia. Mais tarde, o equipamento foi transferido para o Empire State Building. No início de 1950, a Bamberger Broadcasting mudou seu nome para General Teleradio. Em 1951, a emissora mudou-se para a parte alta da cidade, para o então recém construído "9 Television Square" na 101 West 67th Street. O estúdio da West 67th Street foi construído do zero especialmente para instalação da emissora. Logo após a construção ser concluída em 1952, a Macy's / Bamberger's fundiu as emissoras WOR com a General Tire and Rubber Company. As subsidiárias foram então reunidas sob o nome General Teleradio. O principal impulso para a fusão foi dar à General Tire o controle da Mutual Radio Network, que era afiliada e parcialmente controlada pela WOR e outras emissoras. A fusão também levantou especulações de que a Mutual lançaria uma rede de televisão, planos que foram discutidos desde antes de a eWOR-TV ir ao ar, mas no final das contas não se concretizaram. Após um período de transição, a WOR realocou as operações de TV para sua sede em 1440 Broadway, mais perto das emissoras de rádio irmãs, e para um novo estúdio compacto para notícias e programação de eventos especiais localizado no 83º andar do Empire State Building. No início de 1954, a RKO alugou as instalações da 67th Street (tanto o prédio quanto o equipamento de TV) para a NBC por três anos.
Em 1955, a General Tire comprou a RKO Radio Pictures, dando às emissoras de TV da empresa, o acesso à biblioteca de filmes da RKO, e em 1959, as divisões de transmissão e cinema da General Tire foram renomeadas como RKO General. Durante os anos 50 e início dos anos 60, todos as três emissoras independentes de Nova York tinham dificuldade para realizar uma programação competitiva e aceitável. O campo aumentaria em um em 1956, quando a antiga emissora principal da DuMont, WABD (canal 5), tornou-se independente. Nessa época, a programação da WOR-TV era comparável à de seus rivais, com uma mistura de filmes, programas infantis, séries de TV canceladas que anteriormente eram veiculadas em uma das redes, e programas de relações públicas. Em 1962, o campo das emissoras independentes foi reduzido a três, já que a WOR-TV e seus concorrentes se beneficiaram da venda da WNTA-TV (canal 13) para a Educational Broadcasting Corporation, sem fins lucrativos, que seria convertida para uma emissora educativa sem fins lucrativos.
Durante grande parte da década de 60, a WOR-TV era uma emissora independente padrão com uma programação composta por alguns programas locais de relações públicas, programas infantis, eventos esportivos e um grande catálogo de filmes, alguns dos quais provenientes da biblioteca de filmes da RKO Radio Pictures. Até 1990, a emisosra tinha uma tradição de exibir King Kong, Son of Kong e Mighty Joe Young no Dia de Ação de Graças e filmes de Godzilla no dia seguinte ao Dia de Ação de Graças.

#### Anos 70
No início da década de 70, a WNEW-TV se tornou a emissora líder em desenhos animados e sitcoms, enquanto a WPIX tinha um formato semelhante, com mais filmes. A partir de 1971, a emissora começou a buscar gradualmente uma estratégia de programação diferente: Uma que fosse mais voltada para adultos, com forte ênfase em filmes, reprises de dramas de uma hora de duração, programas de jogos e esportes. A emissora também deixou de exibir gradualmente a maioria dos seriados e toda a programação infantil, com exceção do Romper Room. Foi também a primeira emissora da cidade de Nova York a ter um horário de 12 horas. noticiário nos dias de semana, além de produzir várias horas por dia de talk shows locais (como The Joe Franklin Show, Straight Talk e programas de relações públicas como Meet the Mayors, títulos que eram compartilhados por outras emissoras de televisão da RKO General).
Mais tarde, na década de 70, WOR-TV procurou, no Reino Unido, conteúdos alternativos. Em 6 de setembro de 1976, a WOR-TV exibiu uma semana de programas da Thames Television durante o horário nobre; muitos desses programas nunca haviam sido vistos na televisão americana, incluindo as primeiras transmissões, nos Estados Unidos de The Benny Hill Show, a biografia de Quentin Crisp The Naked Civil Servant e a exibição de um episódio de Man About the House, que seria adaptado pela ABC como Three's Company no ano seguinte. A WOR-TV também exibiu episódios do drama musical da ITV, Rock Follies e da série de ficção científica da BBC, Doctor Who, durante este período. Em 5 de abril de 1980, a WOR-TV transmitiu Japan Tonight!, um bloco de sete horas de programas do Tokyo Broadcasting System do Japão, apresentando programas dublados ou legendados em inglês. Durante esse período, várias transmissões esportivas foram veiculadas na maioria das noites no horário nobre, com longas-metragens sendo veiculadas nas noites em que os esportes não foram transmitidos na sessão Million Dollar Movie.
Em 1984, a WOR-TV começou a transmitir sitcoms clássicos como Bewitched, Burns & Allen, I Dream of Jeannie e outros em sua programação de dias de semana, focando um pouco menos em esportes e adicionando mais dramas à programação. A emissora também removeu a programação religiosa, realocando-a para o início da manhã. Com o advento da televisão a cabo e por satélite, as emisosras independentes foram sendo para distribuição regional e nacional, tornando-se assim "super-estações". Em abril de 1979, a Eastern Microwave, Inc., sediada em Syracuse, Nova York, começou a distribuir WOR-TV para assinantes de cabo e banda C por satélite nos Estados Unidos, juntando-se à WTBS (agora WPCH-TV) em Atlanta e à WGN-TV em Chicago como super-estações nacionais.

#### Problemas com a FCC
Enquanto a WOR-TV ganhava visibilidade nacional, uma batalha pela manutenção da emissora estava em andamento. Em 1975, a RKO solicitou a renovação da licença da emissora. A Federal Communications Commission (FCC) condicionou esta renovação à de sua emissora irmã de Boston, WNAC-TV. Em 1980, a FCC retirou a licença da WNAC-TV da RKO devido a uma série de ilegalidades que datavam da década de 60, mas em última instância, porque a RKO reteve evidências de má conduta corporativa da General Tire. A decisão significou que a RKO perdeu a licença da WOR-TV e da emissora irmã de Los Angeles, KHJ-TV. No entanto, um tribunal de apelações decidiu que a FCC cometeu um erro ao vincular as renovações da WOR-TV e KHJ-TV à WNAC-TV e ordenou novos procedimentos. A RKO logo se viu sob nova pressão da FCC, que começou a solicitar inscrições para todas as licenças de radiodifusão da empresa em fevereiro de 1983.

#### Mudança para Nova Jersey
Para ganhar tempo, a RKO (com a ajuda do senador de Nova Jersey, Bill Bradley) convenceu o Congresso dos EUA a aprovar uma lei exigindo que a FCC renove automaticamente a licença de qualquer emissora em VHF que mudou sua licença para um estado não servido por uma emissora comercial em VHF. Nova Jersey e Delaware eram os únicos estados que não eram servidos por uma emissora com estas características, e houve reclamações por muitos anos de que Nova Jersey, em particular, tinha sido "mal servida" por emissoras dos mercados de Nova York e Filadélfia (Nova Jersey ficou sem nenhuma emissora comercial devido à conversão da WNTA-TV de Newark em uma emissora educativa em 1962). Logo após esta lei entrar em vigor, a RKO transferiu a licença da WOR-TV para Secaucus, Nova Jersey (11 km a oeste de Manhattan) em 20 de abril de 1983. No entanto, a emissora continuou servindo a cidade de Nova York.
Uma das condições da FCC para renovar a licença da emissora exigia que a RKO também mudasse o estúdio principal da mesma para Nova Jersey. Três anos depois que a licença foi transferida para o estado, a WOR-TV mudou sua sede para o recém-construído Nine Broadcast Plaza em Secaucus em 13 de janeiro de 1986. A FCC também exigiu que a emissora aumentasse a cobertura de eventos em Nova Jersey. Um mês depois, o Senado do Estado de Nova Jersey fez uma petição à FCC para aprovar uma extensão do sinal da WOR-TV para o sul do estado. Por causa de vários problemas, um dos quais seria o fato de que os direitos da maioria dos programas sindicados interfeririam nos direitos de transmissão local para esses programas nas emissora da Filadélfia, o pedido foi negado.
A mudança para Nova Jersey foi pouca para aliviar a pressão regulatória sobre a RKO. Por isto, a empresa colocou a emissora à venda em 1985. Westinghouse Broadcasting, Chris-Craft Industries, e uma joint-venture da Cox Enterprises e MCA / Universal surgiram como os principais pretendentes da WOR-TV. A emissora foi vendida ao grupo Cox/MCA no final de 1986 por $ 387 milhões. A Cox posteriormente retirou a joint-venture devido a desentendimentos entre as duas empresas sobre quem seria o responsável pelo funcionamento da emissora, deixando a MCA para assumir a propriedade exclusiva da WOR-TV em 21 de abril de 1987. Dois meses depois que a MCA fechou a compra, um juiz de direito administrativo ordenou que a RKO fosse forçada a deixar de transmitir por completo devido a uma série de más condutas.

### WWOR-TV (1987–atual)
Ao assumir o controle, a MCA adicionou um W extra ao prefixo da emissora, tornando-a WWOR-TV em 29 de abril de 1987. Era necessário mudar o prefixo devido às regras da FCC na época que ditavam que as emissora de TV e rádio no mesmo mercado com propriedade diferente tinha que usar indicativos de chamada diferentes, mas ainda queria negociar com a herança de 65 anos das chamadas WOR na área de Nova York. A emissora suspendeu a maioria de seus programas de relações públicas, Romper Room foi reduzido para meia hora e transferido para as 6h00, todos os programas religiosos, exceto a missa dominical, foram suspensos, desenhos animados foram adicionados à programação matinal da emissora e mais divulgados shows foram adicionados no início da noite. Os intervalos de tempo no final da manhã consistiam em sitcoms clássicos e as tardes continuavam a consistir em programas de jogos, séries dramáticas e filmes. Mais tarde naquele outono, no horário nobre, o Million Dollar Movie foi diminuido aos fins de semana em favor do talk show de Morton Downey Jr., enquanto o telejornal das 20h00 foi transferido para as 22h00, e estendido para uma hora.
As mudanças continuaram em 1988 e 1989, com a criação de vários programas locais, e por causa disso, os telejornais da emissora tiveram que passar a ser apresentados direto da redação.
Em 1989, a FCC aprovou a regra "Direitos de exclusividade sindicalizados" (ou "SyndEx") como lei, que exigia que os provedores de cabo ocultassem certos programas sindicalizados em emissoras fora do mercado onde as emissoras locais reivindicassem os direitos de transmitir em um determinado mercado. A fim de aliviar a carga sobre os provedores de cabo como resultado desta lei, a Eastern Microwave adquiriu os direitos de programas para os quais nenhuma emissora detinha direitos exclusivos no mercado. Em seguida, passou a transmitir essa programação no feed nacional da WWOR para substituir os programas que não puderam ser transmitidos nacionalmente. A maioria dos programas veio das bibliotecas Universal e Quinn Martin, junto com alguns programas do serviço de televisão do The Christian Science Monitor, bem como alguns programas remanescentes que foram ao ar no feed local de Nova York antes da aprovação da lei SyndEx. A Eastern Microwave eventualmente lançaria um feed separado para assinantes de satélite e cabo em 1 de janeiro de 1990, chamado de "WWOR EMI Service". No início de 1990, os sinais da WWOR e da WPIX começaram a ser substituídos em muitos sistemas de cabo pelo feed de super-estação da WGN-TV, que também lançou um feed alternativo para telespectadores em todo o país em resposta aos regulamentos do SyndEx. 
Em 1990, a WWOR-TV começou a se identificar como Universal 9 no ar, destacando sua associação com o império de entretenimento MCA / Universal. No entanto, no mesmo ano, a propriedade da emissora pela MCA terminou com a compra da empresa pela Matsushita Electric, com sede em Osaka, Japão (agora Panasonic Corporation). Uma vez que os regulamentos da FCC não permitem que empresas estrangeiras possuam mais do que 25% de participação em uma emissora de televisão, a MCA dividiu os ativos da WWOR-TV em uma nova empresa chamada Pinelands Incorporated em 1º de janeiro de 1991. A WWOR-TV fez parceria com a KCOP e a MCA TV Entertainment em um bloco de programação de duas noites, Hollywood Premiere Network começando em outubro de 1990, um mês antes da compra da MCA por Matsuhita. A emissora também transmitiu episódios selecionados da novela australiana Neighbours de meados de junho a meados de setembro de 1991.
Em 30 de março de 1992, a Disney Studios concordou em vender a KCAL-TV (a antiga KHJ-TV) para a Pinelands, Inc. por uma participação de 45% na Pinelands, de modo a ter participação em emissora de TV nos dois maiores mercados, Nova York e Los Angeles, permitindo o aumento da programação própria. Em vez disso, a Pinelands concordou com uma oferta de maio da subsidiária da Chris-Craft Industries, BHC Communications, encerrando assim a fusão comercial planejada com a KCAL da Disney.
Em 1993, a BHC associou suas emissoras independentes com a Prime Time Entertainment Network. A WWOR-TV se associou a Spelling Premiere Network em seu lançamento, em agosto de 1994.

#### Afiliação com a UPN (1995–2006)
Em 1994, Chris-Craft e a sua sub, BHC Communications, e a subsidiária recém-adquirida da Viacom, Paramount Pictures, formaram uma parceria para formar a United Paramount Network (UPN), que estreou em 16 de janeiro de 1995. No lançamento da rede, a WWOR-TV era a emissora geradora da UPN. No entanto, a UPN não permitiu que o feed de super-estação da WWOR-TV transmitisse os programas da rede nacionalmente. Na década de 90, a emissora tinha em sua programação uma grande quantidade de programas de entrevistas para jovens, programas de realidade, algumas comédias à noite e desenhos animados distribuídos durante as horas da manhã.
Em 1° de janeiro de 1997, com apenas um aviso prévio de um mês, a Advance Entertainment Corporation, que comprou os direitos de distribuição do satélite da Eastern Microwave para a WWOR-TV alguns meses antes, parou de distribuir o sinal da versão nacional. O espaço do transponder do EMI Service foi vendido para a Discovery Communications para o Animal Planet, então com seis meses de operação. Em meio a protestos de proprietários de antenas parabólicas, a National Programming Service, LLC ativou novamente o sinal da emissora exclusivamente para assinantes de satélite. O feed nacional foi mais uma vez o mesmo feed do mercado de Nova York. A NPS tirou o sinal da WWOR-TV em 1999 para substituí-la pela Pax TV, mas a Dish Network ainda continuou distribuindo o feed de Nova York da emissora como parte de seu pacote de super-estações, exceto em áreas onde a afiliada local da UPN solicite a SyndEx para bloquear o sinal.
Em 2000, a Chris-Craft anunciou que estava vendendo suas emissoras de televisão. Acreditava-se que a Viacom, que havia comprado metade da rede da Chris-Craft naquele ano não muito depois de comprar a CBS, e ganhou o controle total da UPN, compraria as emissoras. No entanto, a Viacom perdeu sua oferta pelo grupo para a News Corporation em 12 de agosto de 2000, em um negócio de US $ 5,5 bilhões, tornando a WWOR-TV uma emissora irmã da rival de longa data WNYW - criando uma situação única em que a maior emissora afiliada de uma rede pertencia ao proprietário de outra rede. Enquanto alguns tinham dúvidas sobre o futuro da UPN, a Fox rapidamente renovou o contrato de afiliação com a UPN.
Em 11 de setembro de 2001, os equipamentos de transmissão da WWOR-TV e de outras oito emissoras de TV da cidade de Nova York, além de várias emissoras de rádio, foram destruídos quando dois aviões sequestrados colidiram e destruíram as torres do World Trade Center. Com seu sinal de transmissão desligado, a emissora passou a transmitir seu sinal diretamente para sistemas de cabo e satélite, fazendo uma grande cobertura dos ataques por meio da CNN e, posteriormente, do canal Fox News. A emissora voltou a operar regularmente em 17 de setembro de 2001, instalando um novo transmissor no Empire State Building, junto com a maioria das outras grandes emissora da cidade de Nova York, até voltar ao One World Trade Center em 2018. 
A Fox começou a integrar as operações das duas emissoras logo em seguida. Ainda em 2001, o bloco da tarde de segunda a sexta da Fox Kids deixou de ser transmitido na WNYW e passou para a WWOR-TV, enquanto a emissora também transmitia o One Too da UPN durante a manhã. A WWOR-TV era a única emissora comercial da cidade de Nova York a transmitir programação infantil nas manhãs e tardes dos dias da semana. Em janeiro de 2002, a Fox cortou a exibição do bloco da Fox Kids, e a UPN deixou de exibir seu bloco de desenhos animados em agosto de 2003. A WWOR-TV então passou a exibir desenhos sindicados no horário das 7h às 9h, deixando de exibi-los em 2006. A WNYW também passou para a WWOR-TV vários de seus programas sindicalizados de baixa audiência, e levou programação para a sua programação os programas mais fortes da emissora. Atualmente, a WWOR-TV reprisa vários programas da WNYW, em horários diferentes da emissora da Fox.
Em 2004, a Fox Television Stations anunciou que fecharia as instalações da WWOR-TV em Secaucus, e mudaria sua sede para a mesma da WNYW no Fox Television Center em Manhattan. A Fox planejou manter o 9 Broadcast Plaza como uma emissora retransmissora de satélite para a WNYW e a WWOR-TV. Enquanto algumas operações eram mescladas, os planos para uma mudança completa para Manhattan foram rejeitados no final daquele ano devido à pressão do congressista de Nova Jersey, Steve Rothman (cujo distrito congressional incluía Secaucus), e do senador Frank Lautenberg. Os dois legisladores argumentaram que se a WWOR-TV movesse suas operações de volta para o Hudson, estaria violando suas condições de licença. De acordo com Rothman, a licença da WWOR-TV exigia especificamente que seu estúdio principal ficasse em Nova Jersey. Além disso, uma fusão completa das operações da WNYW e da WWOR-TV provavelmente teria resultado na redução do departamento de notícias da emissora a ponto de torná-la incapaz de fazer coberturas jornalísticas focadas em Nova Jersey, uma exigência da licença da emissora. 

#### Afiliação com a MyNetworkTV (2006-atual)
Em 22 de fevereiro de 2006, a News Corporation anunciou o lançamento de uma nova rede chamada MyNetworkTV, que seria operada pela Fox Television Stations e sua divisão de distribuição Twentieth Television. A MyNetworkTV foi criada para competir contra outra rede iniciante que seria lançada ao mesmo tempo em setembro, The CW (uma rede que consistia originalmente em programas de maior audiência da UPN e The WB), além de dar às emissoras afiliadas da UPN e WB que não foram mencionados como afiliados da CW, outra opção além de uma programação independente. A WPIX, que era afiliada da WB desde 1995, foi anunciada como afiliada da área da cidade de Nova York da CW como parte de um acordo de afiliação de 10 anos com a empresa controladora da mesma, Tribune Broadcasting. Os funcionários da rede declararam preferir as emissoras "mais fortes" entre as afiliadas da The WB e da UPN, nenhuma das quais incluía qualquer uma das emissora afiliadas da Fox à UPN, pois localmente, a WPIX estava bem à frente da WWOR-TV em audiência geral.
No dia seguinte ao anúncio da formação da CW em 25 de janeiro de 2006, a Fox removeu todas as referências da rede de suas afiliadas da UPN, e parou de promover os programas da UPN por completo. A WWOR-TV, consequentemente, mudou sua marca de UPN 9 para WWOR 9 (embora a emissora fosse referida no ar simplesmente como "9") e alterou seu logotipo para apresentar apenas o "9". A emissora tinha acabado de lançar um novo pacote gráfico para seus noticiários e um logotipo renovado quase três semanas antes, com a marca UPN. 
Com a mudança para MyNetworkTV, a marca da emissora foi alterada para My 9 a partir de 4 de abril, com a nova marca sendo introduzida durante as transmissões de jogos dos Nets e Yankees; duas semanas depois, em 17 de abril, a emissora incorporou o nome My 9 aos elementos de marca restantes da emissora, incluindo os telejornais. No dia 2 de junho, a emisosra mudou novamente seu logotipo, desta vez adotando um semelhante ao logotipo da MyNetworkTV apresentado no anúncio de lançamento. Apesar do anúncio da MyNetworkTV de que sua data de lançamento seria 5 de setembro de 2006, a UPN continuou a ser transmitida em emissoras de todo o país até 15 de setembro de 2006. Enquanto algumas afiliadas da UPN que mudaram para a MyNetworkTV transmitiram as duas semanas finais da programação da UPN fora do horário nobre normal, a WWOR-TV e o resto das afiliadas de propriedade da Fox abandonaram totalmente a programação da UPN em 31 de agosto de 2006.
Em 15 de outubro de 2010, a News Corporation retirou os sinais da WWOR-TV e da WNYW, juntamente com os canais de TV a cabo Fox Business Network, Fox Sports e National Geographic Wild da operadora Cablevision na área tri-estadual da cidade de Nova York, devido a uma disputa entre a Fox e a operadora, na qual a Cablevision alegou que a News Corporation exigia US $ 150 milhões por ano para renovar a disponibilização de 12 canais de propriedade da Fox. A News Corporation respondeu às reivindicações da operadora, afirmando que "a Cablevision se recusou a reconhecer o quanto [seus assinantes] valorizam nossa programação". A Cablevision ofereceu submeter-se à arbitragem vinculativa em 14 de outubro de 2010, mas a News Corporation rejeitou a oferta da operadora, declarando que iria "recompensar a Cablevision por se recusar a negociar de forma justa". A WWOR-TV, a WNYW e os três canais a cabo voltaram a ser distribuídos pela operadora em 30 de outubro de 2010, quando a Cablevision e a News Corporation fecharam um novo acordo.
anúncios promocionais.
Em 3 de novembro de 2011, a Fox Television Stations assinou um acordo de afiliação com a Bounce TV, uma rede de subcanais voltada para audiências afro-americanas, para transmitir a programação nos segundos ou terceiros subcanais digitais de suas emissoras afiliadas à MyNetworkTV. 
Em 15 de dezembro de 2011, a WWOR-TV apresentou um mascote oficial, o C.More (pronuncia-se "see more" (veja mais), correspondendo com seu novo slogan, "C.More My9"), um logotipo antropomórfico "My9" apresentado nas promoções da emissora. A emissora abriu uma página no Facebook e no Twitter dedicada ao C.More, e também postou no YouTube um vídeo que C.More "gravou via webcam". Versões locais do mascote C.More também passaram a ser usadas em outras emissoras da MyNetworkTV pertencentes a Fox. Nos últimos anos, o mascote começou a aparecer menos e, desde 2013, foi removido dos anúncios da emissora. 
Em 7 de janeiro de 2014, a WWOR-TV se inscreveu para obter uma repetidora digital no canal 34 licenciada para Alpine, Nova Jersey, e instalada na Armstrong Tower, fazendo a o sinal chegar até o norte do estado.

#### Renovação da licença 2007-2014 e objeções
Antes de agosto de 2014, a emissora aguardava a renovação de sua licença de transmissão desde 2007, o mesmo ano em que duas petições para negar a renovação da licença foram apresentadas. De acordo com alegações do senador americano Frank Lautenberg e de observadores da mídia, que registraram uma reclamação junto à FCC em novembro de 2009, afirmando que o desempenho da WWOR-TV foi "claramente inadequado para cumprir suas obrigações de interesse público", e questionou a veracidade de sua aplicação. A emissora também foi acusada de mentir sobre o número de funcionários da emissora com base em Secaucus e de deixar de relatar uma redução na cobertura de notícias locais.
Em 17 de fevereiro de 2011, a FCC abriu uma investigação contra a News Corporation, então controladora da WWOR-TV, para determinar se a empresa deturpou informações sobre as operações de notícias e programação da emissora durante a revisão da licença da mesma. A News Corporation teria as licenças para da WWOR-TV e da WNYW cassadas, além de sofrer diversas outras penalidades, se fosse considerada culpada de qualquer ilegalidade. A representação legal contratada pela WWOR-TV afirmou que a emissora havia cumprido seus compromissos. Em dezembro de 2012, Lautenberg pediu uma investigação sobre o relaxamento potencial das regras da FCC em relação à consolidação de propriedade nos mercados de mídia, afirmando que a co-propriedade da News Corporation da WNYW e do New York Post "não serviu bem a Nova Jersey". Após a morte de Lautenberg em 3 de junho de 2013 e o subsequente anúncio do fechamento do departamento de notícias da WWOR-TV um mês depois, o senador por Nova Jersey, Robert Menendez, assumiu a causa, dizendo que a situação era cada vez mais crítica com a emissora abandonando seu telejornalismo e somente abrindo espaço no Chasing New Jersey para cobertura de problemas do estado, e pedindo para que a FCC tome uma decisão sobre a licença da WWOR-TV e o cumprimento de suas obrigações. O Rep. Frank Pallone também pediu a cassação da licença da emissora. Em novembro de 2013, a legislatura de Nova Jersey aprovou uma resolução solicitando urgentemente para a FCC a revogação da licença da emissora.
Em março de 2014, o senador sênior dos Estados Unidos por Nova Jersey, Bob Menendez, escreveu à FCC pedindo uma ação rápida para determinar se a emissora estava cumprindo seus requisitos de licenciamento. 
Nova Jersey é um dos estados mais densamente povoados do país, mas devido à sua localização entre a cidade de Nova York e Filadélfia, não tem uma área de mercado designada (DMA)... A WWOR é necessária para preencher essa lacuna operando no estado de New Jersey para o benefício de todos os residentes. Infelizmente, aumentaram as preocupações de que as operações da WWOR não cumpram esses requisitos.
Em 8 de agosto de 2014, a FCC renovou a licença da emissora, rejeitando todas as petições de objeção, apesar da renúncia permanente permitindo que a Fox Television Stations operasse a WNYW e a WWOR-TV em conjunto com a propriedade compartilhada da 21st Century Fox com o New York Post foi negada, uma renúncia temporária foi concedida. 

#### Renovação da licença de 2018 e consolidação total com a WNYW
Em janeiro de 2018, os senadores Menendez e Cory Booker disseram que a emissora "falhou em cumprir seu mandato federal" para cobrir as notícias de Nova Jersey. Apesar disso, a licença da mesma foi renovada pela FCC em 12 de julho de 2018, para um novo ciclo de dez anos sem objeções; Booker e Menendez continuaram a pressionar pela revogação da licença da emissora.
Um mês após a renovação da licença, a Fox Television Stations vendeu o 9 Broadcast Plaza de volta para Hartz Mountain Industries (que desenvolveu o parque de escritórios em Secaucus onde a sede da WWOR-TV foi construída) por $ 4,05 milhões, vários meses após a revogação da regra de estúdio principal da FCC, que ordenou a operação contínua da WWOR-TV direto de Secaucus. Desde então, as operações da emissora foram consolidadas com a WNYW em Manhattan, e a Hartz Mountain começou a demolição dos antigos estúdios da mesma em junho de 2019. 

## Sinal digital
| PSIP | Canal digital | Resolução de imagem | Programação                          |
| ---- | ------------- | ------------------- | ------------------------------------ |
| 9.1  | 25 UHF        | 720p                | Programação da WWOR-TV / MyNetworkTV |
| 9.3  | 25 UHF        | 480i                | Buzzr                                |
| 9.4  | 25 UHF        | 480i Widescreen     | Heroes & Icons                       |

Com base no decreto federal de transição das emissoras de TV estadunidenses do sinal analógico para o digital, a WWOR-TV cessou suas transmissões no sinal analógico pelo canal 9 VHF, às 23h59 (ET) em 12 de junho de 2009, após a exibição de um episódio de Law & Order: Criminal Intent. Em 2019, a emissora deixou o canal 32 UHF digital e passou a operar no canal 25 UHF, sendo este compartilhado com a WRNN-TV.

## Programas
Além de exibir a programação da MyNetworkTV, a WWOR-TV exibe o seguinte programa:
- NJ Now: Jornalístico, com Dianne Doctor

Vários programas locais compuseram a grade da emissora, e foram descontinuados:
- 9 All Night
- 9 In The Afternoon
- Channel 9 News
- Chasing New Jersey
- Chasing News
- Fright Night
- Four O'Clock Movie
- Holiday Movie Special
- Meet the Mayors
- Million Dollar Movie
- My 9 News
- My 9 News At Ten
- News 9 At Noon
- News 9 Tonight
- News 9: Primetime
- News 9: Weekend
- News at Noon
- Sunday Night Showcase
- Straight Talk
- The Joe Franklin Show
- The News At Ten
- The Ten O'Clock News
- UPN 9 News
- UPN 9 News At Ten
- UPN 9 News: Weekend Edition

## Equipe

### Membros antigos
- Steve Albert
- Ernie Anastos
- Brenda Blackmon
- Mario Cantone
- Pat Collins
- Judith Crist †
- Morton Downey, Jr. †
- Tom Dunn †
- Carter Evans (hoje correspondente de Los Angeles na CBS News)
- Joe Franklin †
- Barry Gray †
- Tony Guida (hoje na CBS News)
- Van Hackett
- Ray Heatherton †
- Larry Kenney
- Sara Lee Kessler (hoje na NBC News Radio)
- Walter Kiernan †
- Matt Lauer
- Otis Livingston (hoje na WCBS-TV e WLNY-TV)
- Mike Lupica (hoje no New York Daily News)
- Malachy McCourt
- Mary Helen McPhillips †
- Cora-Ann Mihalik
- Sean Mooney (hoje na KVOA de Tucson, Arizona)
- Audrey Puente (hoje na WNYW)
- Bill Ryan
- Rolland Smith
- Howard Stern (hoje apresentador do The Howard Stern Show)
- Phil Tonken †
- Jennifer Valoppi
- Lisa Willis
- Kelly Wright
- Lloyd Lindsay Young
- John Zacherle †

## Na cultura popular
- O prédio do estúdio da emissora na Broadway pode ser visto no filme Shaft de 1971, enquanto Shaft caminha pela Times Square.
- Um helicóptero da WOR-TV aparece no filme Dog Day Afternoon (Um Dia de Cão, no Brasil), de 1975, com uma equipe de vídeo tentando obter a cobertura do assalto ao banco; um helicóptero da NYPD faz o helicóptero da emissora ir para para fora da área.
- No filme Without a Trace, de 1983, a personagem principal (interpretada por Kate Nelligan) é entrevistada ao vivo por uma repórter fictícia da WOR-TV, que tem uma canopla "9" em seu microfone e se identifica como da "WOR-TV News".
- De 1989 a 1990, a WWOR-TV (então propriedade da MCA) foi retratada no popular brinquedo do Universal Studios Florida, Kongfrontation. Os monitores de televisão no alto exibiam um boletim extraordinário da emissora sobre o ataque de King Kong, intitulado "Kong on the Loose". O âncora da emissora, Rolland Smithm, relatou que o macaco gigante King Kong havia escapado de sua jaula e estava causando estragos nas ruas de Nova York. Esta atração foi fechada em 2002 e substituída em 2004 pela Revenge of the Mummy, uma montanha-russa interna de alta velocidade.
- Os telejornais da emissora podem ser vistos no filme Gremlins 2: The New Batch, de 1990.
- Uma van do telejornal da emissora, UPN 9 News, pode ser vista brevemente no filme de 2006, Freedomland.